# Daphnusa ocellaris
Daphnusa ocellaris là một loài bướm đêm thuộc họ Sphingidae. Nó được tìm thấy ở Sri Lanka, miền bắc Ấn Độ, Nepal, Thái Lan, miền nam Trung Quốc (Vân Nam), Malaysia (Peninsular, Sarawak), Indonesia (Sumatra, Java, Kalimantan) và Philippines. Daphnusa fruhstorferi đôi khi được xem như một loài có hiệu lực.
Sải cánh dài 80–112 mm.

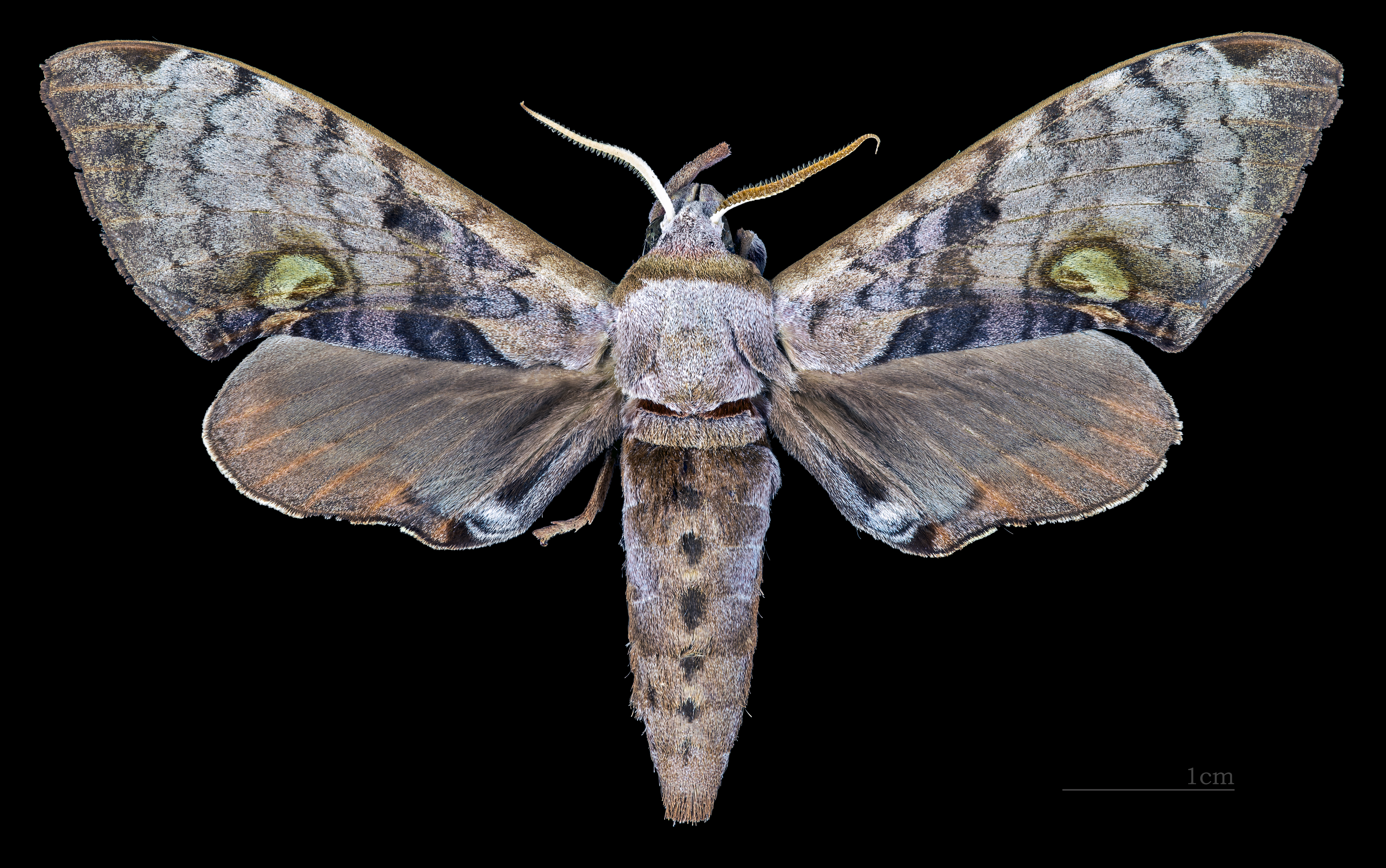
♂
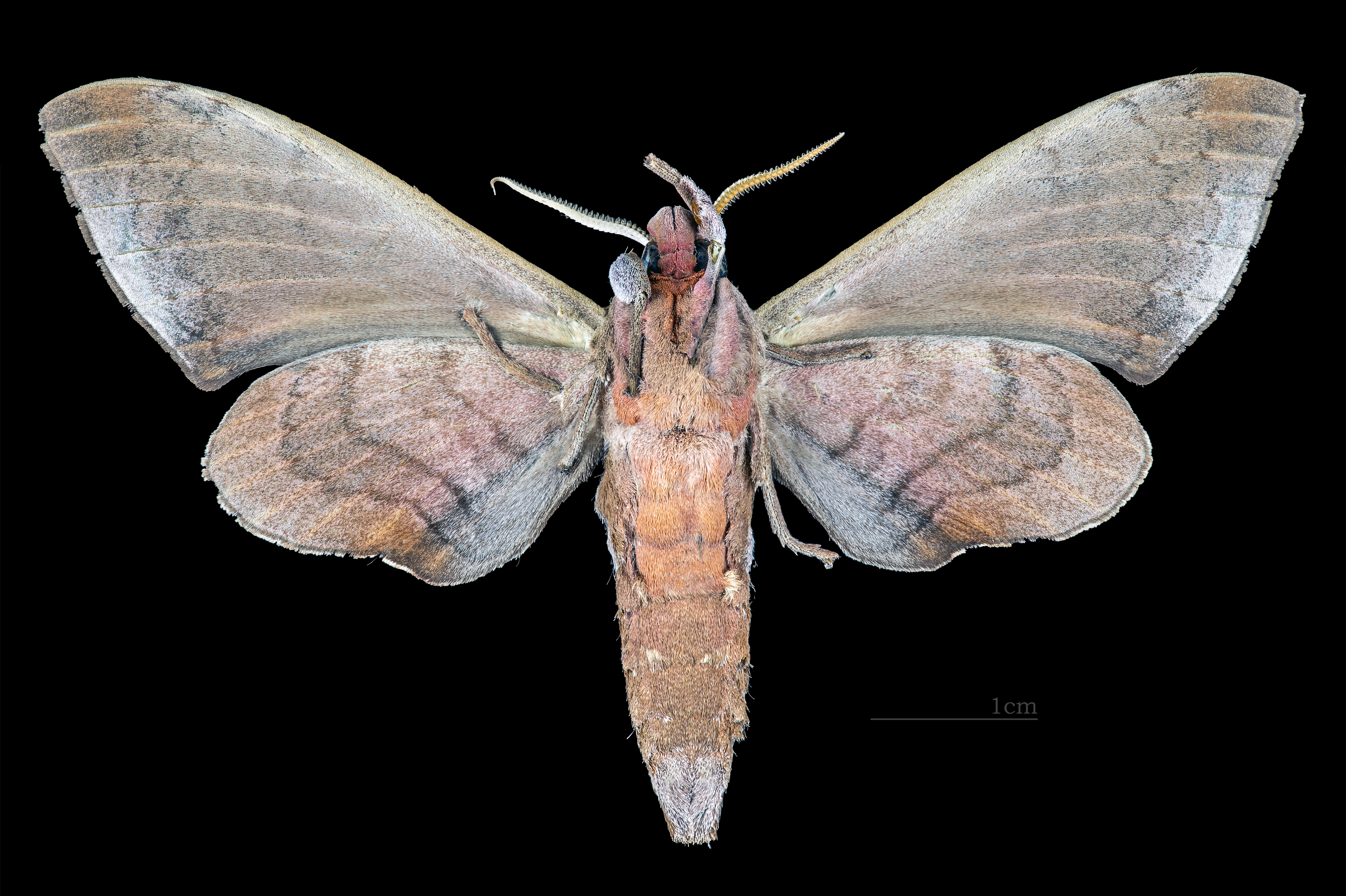
♂ △
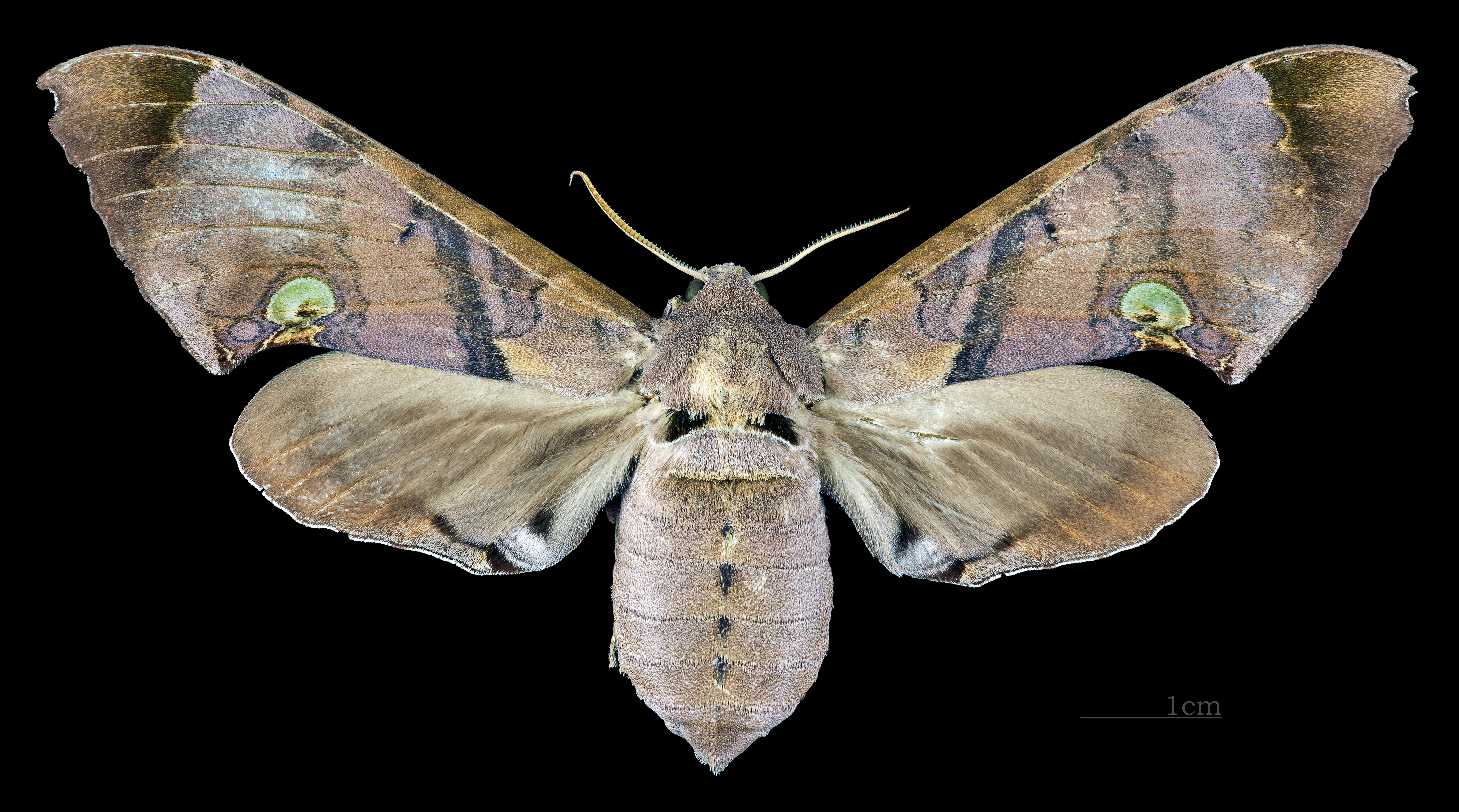
♀
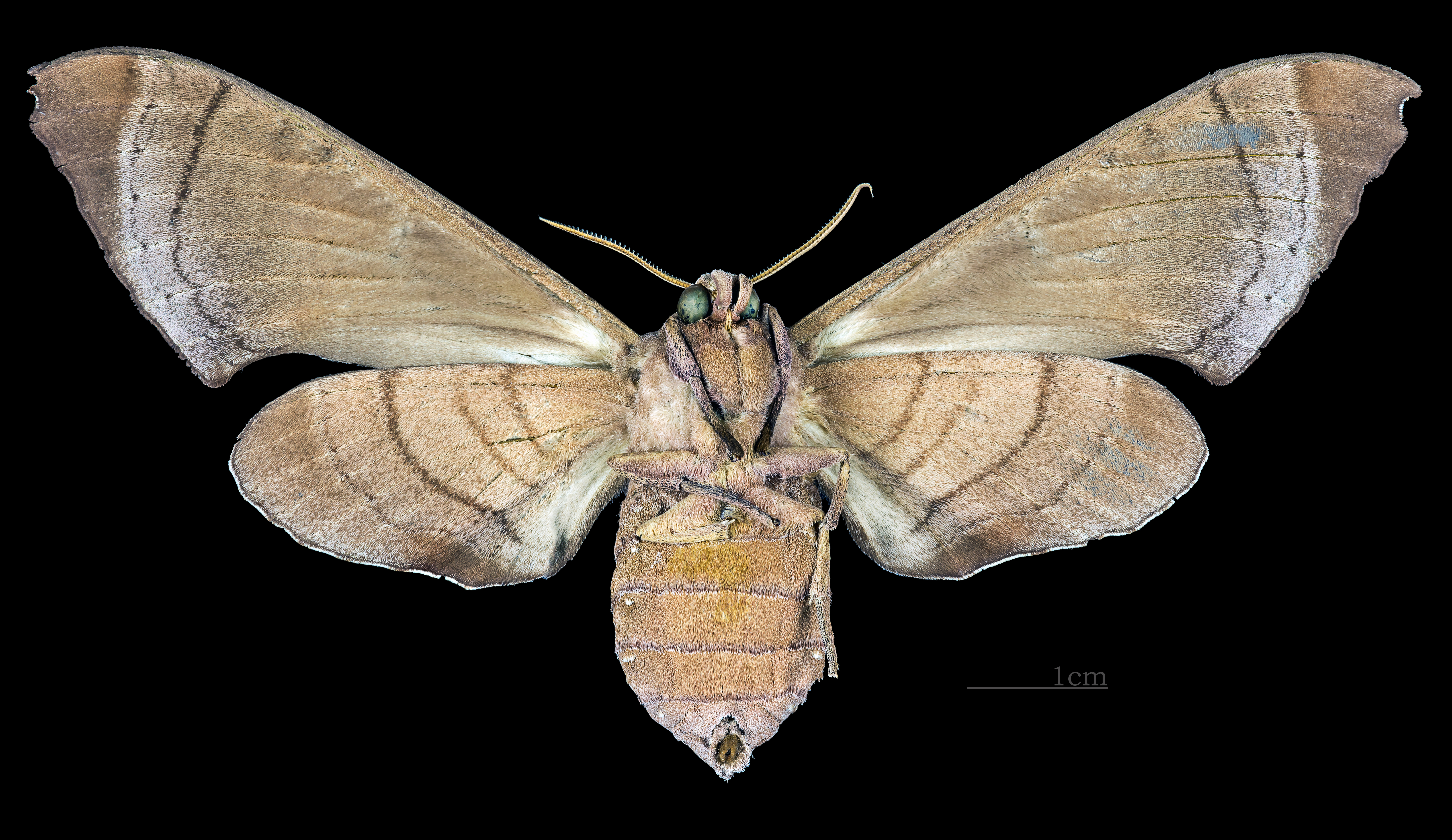
♀ △

Ấu trùng ăn các loài Nephelium và Durio.